# Goode Bryan

General Bryan

Goode Bryan (* 31. August 1811 im Hancock County, Georgia; † 16. August 1885 in Augusta, Georgia) war Rechtsanwalt, Brigadegeneral im konföderierten Heer während des Sezessionskriegs und arbeitete danach in der Betreuung ehemaliger konföderierter Soldaten.

## Leben
Bryan beendete 1834 sein Studium an der Militärakademie in West Point, New York als 25. seines Jahrgangs und diente anschließend als Leutnant beim 5. Infanterie-Regiment. Nach 10 Monaten Dienstzeit ging er zurück nach Georgia, wo er Land für eine Plantage bewirtschaftete, ebenso in Alabama. 1846/47 diente er für elf Monate beim 1. Alabama Infanterie-Regiment im Mexikanisch-Amerikanischen Krieg. Danach arbeitete er wieder auf seiner Plantage.
Mit Beginn des Bürgerkriegs trat Bryan in das Konföderierte Heer als Hauptmann dem 16. Georgia Infanterie-Regiment bei und wurde im Februar 1862 zum Regimentskommandeur ernannt. Die ersten großen Kampfhandlungen hatten das Regiment bei der Sieben-Tage-Schlacht vom 25. Juni – 1. Juli 1862. Danach bei der Invasion von Maryland und bei der Schlacht bei Chancellorsville am 2. und 5. Mai 1863, sowie bei der Schlacht von Gettysburg vom 1. – 3. Juli 1863. Am 29. August 1863 wurde Bryan zum Brigadegeneral befördert und Generalleutnant Longstreets Kommando in Tennessee unterstellt. Er kämpfte am 19. und 20. September 1963 in der Schlacht am Chickamauga. Im Frühjahr 1864 war er zurück in Virginia und führte eine Brigade in der Schlacht in der Wilderness vom 5. – 6. Mai 1864, bis ihre Munition nahezu erschöpft war. Wenig später bekam er gesundheitliche Probleme und verließ die Armee.
Nach dem Krieg zog er sich, bedingt durch seine angeschlagene Gesundheit, aus der Öffentlichkeit weitgehend zurück und verbrachte seinen Lebensabend in Ruhe.